# Aga Khan III
El Sultán Mahommed Shah, Aga Khan III, GCSI, GCMG, GCIE, GCVO, PC, (2 de noviembre de 1877 - 11 de julio de 1957), fue el 48.º imán de los musulmanes ismaelitas chiitas. Fue uno de los fundadores y primer presidente de la Liga Musulmana Pan-India, y ejerció como presidente de la Liga de las Naciones de 1937-1938.

## Primeros años
Nació el 2 de noviembre de 1877, en Karachi, capital de Sindh en India, hoy Pakistán, por entonces aún bajo dominio colonial británico. Su padre fue el Aga Khan II y su tercera esposa, Nawab A'lia Shamsul-Muluksia, quien fuera nieta de Fath Alí Sah de Persia, de la dinastía Qajar.
Bajo el cuidado de su madre recibió la educación religiosa y oriental que en su posición como líder era indispensable, pero también un toque de educación europea, beneficio que en su tiempo no recibieron su padre y su abuelo paterno. Más adelante acudiría a Eton y a la Universidad de Cambridge.

## Carrera
En 1885, a la edad de 7 años, sucedió a su padre como imán de los musulmanes ismaelitas chiitas. El Aga Khan viajó por diferentes partes del mundo para recibir el homenaje de sus seguidores, y también con el objeto de establecer relaciones y mejorar su bienestar por medio de ayuda económica, consejo personal y guía. La reina Victoria le confirió en 1897 la distinción de caballero comendador de la Orden del Imperio de la India y en 1902 le fue conferida la de caballero gran comendador por Eduardo VII, recibió otros reconocimientos semejantes del Imperio alemán, el sultán de Turquía, el sha de Persia y otras potencias. También fue nombrado caballero gran comendador de la Orden del Imperio Indio por Jorge V en 1912 y fue nombrado caballero gran cruz de honor de la Orden de San Miguel y San Jorge en 1923.
En 1906, el Aga Khan fue miembro fundador y primer presidente de la Liga Musulmana All-India, un partido político que presionó para la creación de una nación musulmana independiente, en la región noroeste de Asia del Sur, en ese entonces dominio colonial británico, y que después estableció el país de Pakistán en 1947. En 1934, fue nombrado miembro del consejo privado y sirvió en la Sociedad de las Naciones (1934-1937), convirtiéndose en presidente de la misma en 1937. El Aga Khan fue iniciado en la francmasonería en diciembre de 1951, y se le otorgaron servicios funerales masónicos el 30 de julio de 1957.

## Imanato
Bajo el liderazgo del Aga Khan III, la primera mitad del siglo XX fue un período de significativo desarrollo para la comunidad ismaelita, se establecieron numerosas instituciones para el desarrollo social y económico en Asia del Sur y en África Oriental.
Los ismaelitas marcaban los aniversarios (jubileos) de sus imanes con celebraciones públicas, las cuales eran afirmaciones simbólicas de los lazos que unían al imán con sus seguidores, aunque los aniversarios no tenían ningún significado religioso, servían para reafirmar el compromiso internacional del Imanato para mejorar la calidad de vida de las comunidades ismaelitas, especialmente en los países en desarrollo.
Durante sus 72 años de imanato (1885-1957), la comunidad celebró sus jubileos de oro (1937), diamante (1946) y platino (1954). Para demostrar su afecto y aprecio, los ismaelitas le obsequiaron el equivalente a su peso en oro, diamantes, y simbólicamente en platino, respectivamente. Los beneficios se usaban posteriormente para brindar mayor bienestar social y para la creación de instituciones para el desarrollo en Asia y África.
En la India y después en Pakistán, se establecieron instituciones de desarrollo social, en palabras del Aga Khan, «para el alivio de la humanidad»; instituciones cómo el Diamond Jubilee Trust y el Platinum Jubilee Investments Limited, los cuales en su oportunidad asistieron el crecimiento de diversas sociedades cooperativas. Las Escuelas del Jubileo de Diamante para niñas, se establecieron en las remotas Tierras del Norte, o lo que ahora se conoce cómo Pakistán. Además se establecieron programas escolares en la época del jubileo de oro, para dar asistencia a los escolares necesitados, que se fueron expandiendo progresivamente. En África Oriental se establecieron instituciones para bienestar social y desarrollo, lo que incluía el desarrollo acelerado de escuelas y centros comunitarios, y un moderno y totalmente equipado hospital, el Hospital Universitario Aga Khan en Nairobi, Kenia. Entre las instituciones de desarrollo económico establecidas en África Oriental, hubo compañías cómo la Diamond Jubilee Investment Trust (hoy Diamond Trust de Kenia) y la Compañía de Seguros Jubilee, las que cotizan en la bolsa de valores de Nairobi y juegan un importante papel en el desarrollo nacional.
El Aga Khan III introdujo también las formas organizacionales, que dieron los medios a las comunidades ismaelitas, para estructurar y regular sus propios asuntos. Estas fueron construidas dentro de la tradición musulmana de ética comunitaria por un lado, y una conciencia con responsabilidad individual y con libertad para negociar el propio compromiso moral y el destino, por el otro lado.
En 1905, promovió la primera constitución ismaelita para el gobierno social de la comunidad de África Oriental. La nueva administración para asuntos comunitarios fue organizada como una jerarquía de consejos, a niveles local, regional y nacional. La constitución también estableció reglas en materias tales como el matrimonio, divorcio y herencia, lineamientos para la cooperación mutua y apoyo entre los ismaelitas, y su relación con otras comunidades. Constituciones similares se promulgaron en Asia del Sur, y todas fueron periódicamente revisadas para corresponder a las necesidades emergentes y las circunstancias en diversos campos.
Después de la Segunda Guerra Mundial se produjeron cambios sociales, económicos y políticos de gran alcance, los cuales afectaron profundamente numerosas áreas habitadas por ismaelitas. En 1947, la regulación británica en Asia del Sur fue remplazada por la soberanía, en las naciones de India y Pakistán, y después en Bangladés, resultando en la migración de millones de personas y en una significativa pérdida de vidas y propiedades. En el Medio Oriente la crisis del Suez de 1956, así como la crisis previa de Irán, demostraron el agudo aumento del nacionalismo, lo cual fue asertivo para las aspiraciones sociales y económicas de la región, así como para su independencia política.
África también tuvo un papel en el curso de esta descolonización, a la cual Harold Macmillan, entonces primer ministro británico, aplicó el término de «viento del cambio». A principios de los años 1960, la mayor parte de África Oriental y Central, donde residía la mayoría de la población ismaelita del continente, incluyendo Tanganica, Kenia, Uganda, Madagascar, Ruanda, Burundi y Zaire, obtuvieron su independencia política.

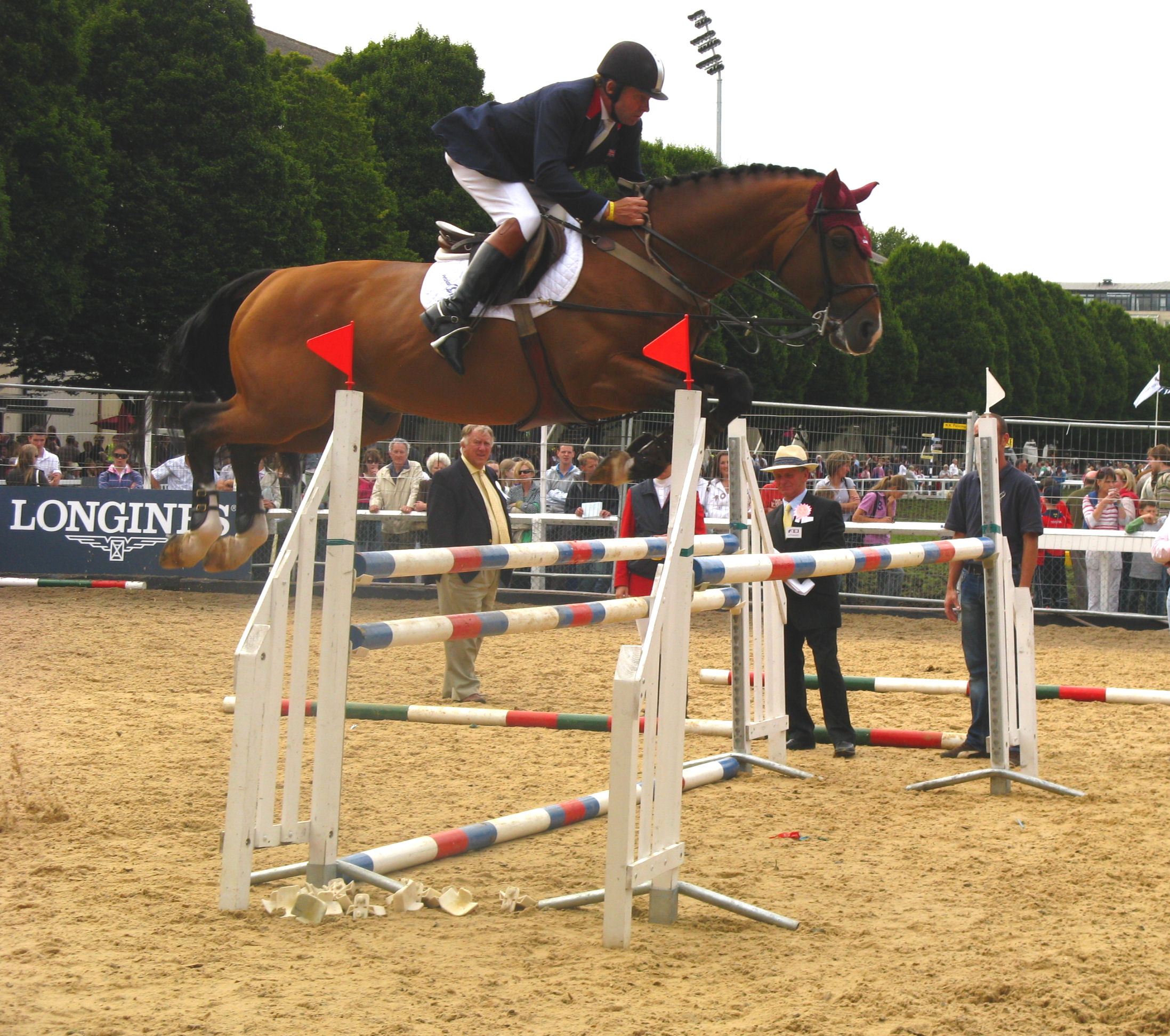
Copa de las Naciones Aga Khan, en el Dublin Horse Show.

## Propietario de caballos de carreras
Fue un conocido propietario de caballos pura sangre, incluyendo a cinco ganadores del derby de Epsom, y un total de dieciséis ganadores de carreras clásicas inglesas. Sus caballos fueron trece veces ganadores del Campeonato Británico. De acuerdo a Ben Pimlott, biógrafo de la reina Isabel II, el Aga Khan regaló a Su Majestad una potra llamada Astrakhan, que fue ganadora de la Carrera de Hust Park en 1950.

## Equitación
En 1926, el Aga Khan instituyó un trofeo (la Copa Aga Khan), para premiar a los ganadores de una competición internacional de salto de exhibición, realizada durante el espectáculo anual de caballos de la Real Sociedad de Dublín, en Dublín, Irlanda, cada primera semana de agosto.
Este evento atrae competidores de las principales naciones con equipos de salto de exhibición, y se transmite en directo por la televisión irlandesa.

## Matrimonios e hijos

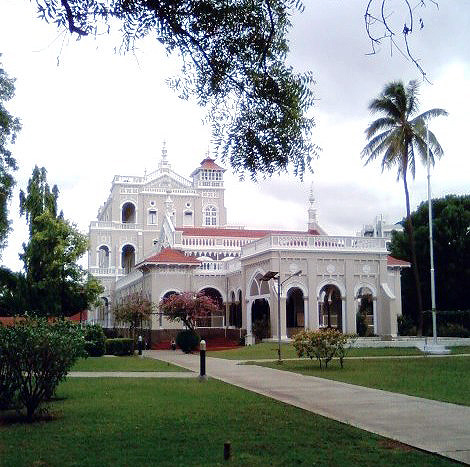
Palacio del Aga Khan en Poona, India.

- Contrajo matrimonio el 2 de noviembre de 1896 en Poona, India, con la Begum Shahzadi, su prima, y nieta del Aga Khan I.
- Contrajo matrimonio en 1908 (por una forma de matrimonio llamada muta) y luego en 1923 legalmente, con Cleofe Catterina Teresa Magliano (1888-1926), una bailarina del Ballet Opera de Montecarlo, que se convirtió al islam previo al matrimonio y fue conocida como princesa Aga Khan. De este matrimonio nacieron dos hijos, Giuseppe Mahdi Khan (fallecido en febrero de 1911) y Ali Solomone Khan (1911-1960)[6]
- Contrajo matrimonio civil el 7 de diciembre de 1929, en Aix-les-Bains, Francia; y religioso el 13 de diciembre de 1929, en Bombay, India, con Andrée Joséphine Carron (1898-1976). Copropietaria de un taller de confección y venta de ropa en París, que fue conocida cómo princesa Andrée Aga Khan, la cual no se convirtió al islam.[7] De este matrimonio tuvo un hijo, el príncipe Sadruddin Aga Khan (1933 - 2003).[8] La pareja se divorció en 1943.[9]
- Contrajo matrimonio el 9 de octubre de 1944 en Ginebra, Suiza, con Yvonne Blanche Labrousse (1906-2000). De acuerdo con una entrevista que concedió a un periodista egipcio, su primer nombre era Yvonne, aunque siempre se refirieron a ella como Yvette, en la mayoría de las referencias publicadas. Era hija de un conductor de tranvías y una modista, había sido nombrada Miss Lyon 1929 y Miss Francia 1930, y trabajaba como la secretaria social del Aga Khan en el momento de su matrimonio.[10] Se convirtió al islam y fue conocida como Om Habibeh (Pequeña Madre del Amado). En 1954, su esposo la nombró Mata Salamat.[11]

## Publicaciones
Escribió varios libros y ensayos, dos de los cuales fueron considerados de gran importancia para la comunidad ismaelita. La India en transición, acerca de la repartición política de la India y Las memorias del Aga Khan, su autobiografía.

## Muerte y sucesión

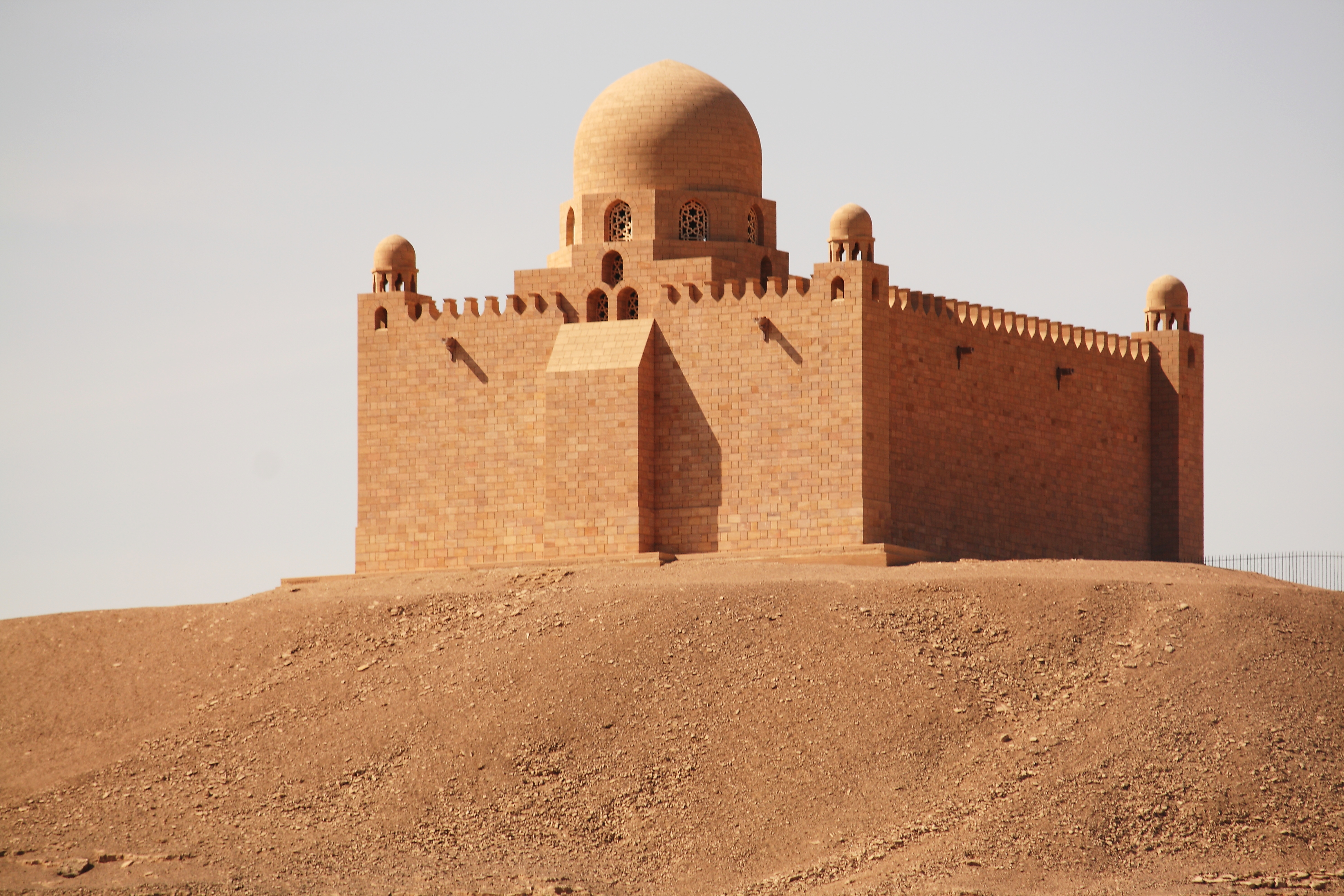
Mausoleo del Aga Khan en Asuán, Egipto.

El Aga Khan III fue sucedido por su nieto Karim Aga Khan, quien fue el padre del actual imán de los musulmanes ismaelitas. En la fecha de su fallecimiento, acaecido el 11 de julio de 1957, en Villa Barakat, cerca de Ginebra, Suiza, los miembros de su familia estaban en Versoix. Un abogado llevó el testamento del Aga Khan III de Londres a Ginebra y lo leyó a su familia: 

«Desde tiempos de mi ancestro Alí, el primer Imán, durante más de 1300 años, ha sido la tradición de nuestra familia, que cada Imán escoja a su sucesor a su absoluta y entera discreción y sin obstáculos, de entre sus descendientes varones ya sean hijos o familiares remotos. En estas circunstancias, y en vista de las fuertemente alteradas condiciones del mundo en  los últimos años  y de los grandes cambios que han tenido lugar, incluyendo los descubrimientos de las ciencias nucleares, estoy convencido que es en el mejor interés de la comunidad musulmana ismaelita, que yo sea sucedido por un hombre joven, que haya sido criado y se haya desarrollado durante los años recientes, y en medio de una nueva era y que brinde una nueva perspectiva de vida a esta oficina, como Imán. Por estas razones, yo designo a mi nieto Karim, el hijo de mi propio hijo Alí Salomone Khan, para sucederme con el título de Aga Khan y de Imán de todos los seguidores Ismaelitas Chiitas»
Aga Khan III

El sultán fue sepultado en Asuán, Egipto, en el Mausoleo del Aga Khan.